# Färöische Fußballmeisterschaft 2009
Die Färöische Fußballmeisterschaft 2009 wurde in der Vodafonedeildin genannten ersten färöischen Liga ausgetragen und war insgesamt die 67. Saison. Sie startete am 3. April 2009 mit dem Spiel von Víkingur Gøta gegen ÍF Fuglafjørður und endete am 3. Oktober 2009.
Aufsteiger 07 Vestur war der 25. Teilnehmer der höchsten Spielklasse nach Einführung des Ligaspielbetriebs 1947, AB Argir kehrte nach einem Jahr in diese zurück. Somit spielten mit AB, B36 Tórshavn und HB Tórshavn wieder drei Vereine aus derselben Stadt in der ersten Liga (Argir wurde 1997 zu Tórshavn eingemeindet). Meister wurde HB Tórshavn, die den Titel somit zum 20. Mal erringen konnten. Titelverteidiger EB/Streymur landete auf dem zweiten Platz. Absteigen mussten hingegen KÍ Klaksvík, die damit zum ersten Mal in ihrer Geschichte zweitklassig spielten, und 07 Vestur nach einem Jahr Erstklassigkeit.
Im Vergleich zur Vorsaison verbesserte sich die Torquote auf 3,33 pro Spiel, was den höchsten Schnitt seit 2004 bedeutete. Den höchsten Sieg erzielte EB/Streymur mit einem 7:0 im Heimspiel am 17. Spieltag gegen KÍ Klaksvík. Das torreichste Spiel gab es zwischen Víkingur Gøta und 07 Vestur am dritten Spieltag mit einem 6:2.

## Modus
In der Vodafonedeildin spielte jede Mannschaft an 27 Spieltagen jeweils drei Mal gegen jede andere. Aufgrund der Vorjahresplatzierung trugen EB/Streymur, HB Tórshavn, B36 Tórshavn, NSÍ Runavík und Víkingur Gøta ein zusätzliches Heimspiel aus. Die punktbeste Mannschaft zu Saisonende stand als Meister dieser Liga fest, die letzten beiden Mannschaften stiegen in die 1. Deild, die färöische Zweitklassigkeit, ab.

## Saisonverlauf

### Meisterschaftsentscheidung
HB Tórshavn setzte sich direkt zu Beginn an die Tabellenspitze. Das dritte Spiel wurde jedoch mit 1:2 bei NSÍ Runavík verloren, die dann auch am vierten Spieltag den ersten Platz von B36 Tórshavn übernahmen. Am sechsten Spieltag wechselte die Führung nach einer 1:2-Heimniederlage von NSÍ gegen Víkingur Gøta erneut, so dass HB wieder an der Spitze stand. Diese Führung gaben sie bis zum Saisonende auch nicht mehr ab. Der höchste Vorsprung vor den wechselnden Zweitplatzierten betrug hierbei zehn Punkte zwischen dem 19. und 21. Spieltag. Die endgültige Entscheidung um die Meisterschaft fiel dennoch erst am vorletzten Spieltag. Der Zweitplatzierte EB/Streymur konnte zwar mit 3:2 gegen ÍF Fuglafjørður gewinnen, da jedoch gleichzeitig HB Tórshavn mit 4:2 gegen KÍ Klaksvík ebenfalls einen Sieg erringen konnte, blieb es beim uneinholbaren 5-Punkte-Abstand.

### Abstiegskampf
07 Vestur startete mit drei Niederlagen in die Saison. Erst am vierten Spieltag gelang mit dem 4:2 über B36 Tórshavn der erste Sieg. Bis zum 18. Spieltag, als B68 Toftir mit 1:0 geschlagen wurde, musste auf den nächsten Sieg gewartet werden. Zwei weitere Siege gegen Víkingur Gøta und B36 Tórshavn reichten jedoch nicht zum Klassenerhalt, der Abstieg stand nach dem 25. Spieltag fest. Das eigene Auswärtsspiel wurde gegen den Neuntplatzierten KÍ Klaksvík mit 1:2 verloren, gleichzeitig gewann der Achtplatzierte B36 Tórshavn mit 5:2 gegen NSÍ Runavík und lag somit mit acht Punkten bei noch zwei ausstehenden Spieltagen voraus.
KÍ Klaksvík spielte zu Beginn zweimal unentschieden. Die nächsten vier Spiele wurden verloren, so dass sich die Mannschaft ab dem vierten Spieltag am Tabellenende wiederfand. Der erste Sieg wurde mit einem 3:2 gegen ÍF Fuglafjørður erst am 13. Spieltag erzielt, der nächste Erfolg folgte am Spieltag darauf. Der Abstand zum Achtplatzierten betrug zu diesem Zeitpunkt lediglich einen Punkt, am zwölften Spieltag waren es noch sieben. Die nächsten Spiele verliefen zwar besser und es konnten weitere Siege gefeiert werden, zu einer Positionsverbesserung reichte es jedoch nicht. Am letzten Spieltag fiel die endgültige Entscheidung. KÍ Klaksvík verspielte hierbei die theoretische Chance auf den Klassenerhalt mit einer 0:2-Heimniederlage gegen EB/Streymur, in der 52. Minute geriet die Mannschaft durch Arnbjørn T. Hansen in Rückstand. Ein Sieg hätte aufgrund des 1:1-Unentschiedens vom Achtplatzierten B36 Tórshavn gegen B68 Toftir nichts mehr genutzt, dort fiel der Ausgleich allerdings erst in der 87. Minute durch Jákup á Borg.

## Abschlusstabelle
| Pl. | Verein             | Sp. | S  | U | N  | Tore    | Diff. | Punkte |
| --- | ------------------ | --- | -- | - | -- | ------- | ----- | ------ |
| 1.  | HB Tórshavn        | 27  | 16 | 7 | 4  | 059:370 | +22   | 55     |
| 2.  | EB/Streymur (M, P) | 27  | 15 | 5 | 7  | 054:330 | +21   | 50     |
| 3.  | Víkingur Gøta      | 27  | 14 | 5 | 8  | 051:360 | +15   | 47     |
| 4.  | NSÍ Runavík        | 27  | 13 | 5 | 9  | 056:460 | +10   | 44     |
| 5.  | B68 Toftir         | 27  | 12 | 7 | 8  | 048:410 | +7    | 43     |
| 6.  | AB Argir (N)       | 27  | 9  | 7 | 11 | 029:350 | −6    | 34     |
| 7.  | ÍF Fuglafjørður    | 27  | 8  | 6 | 13 | 045:480 | −3    | 30     |
| 8.  | B36 Tórshavn       | 27  | 7  | 7 | 13 | 037:530 | −16   | 28     |
| 9.  | KÍ Klaksvík        | 27  | 6  | 6 | 15 | 030:570 | −27   | 24     |
| 10. | 07 Vestur (N)      | 27  | 4  | 7 | 16 | 039:630 | −24   | 19     |

Platzierungskriterien: 1. Punkte – 2. Tordifferenz – 3. geschossene Tore

| (M) | Meister des Vorjahrs           |
| (P) | Pokalsieger des Vorjahrs       |
| (N) | Neuaufsteiger aus der 2. Deild |

## Spiele und Ergebnisse
|                 | 07 V | 07 V | AB  | AB  | B36 | B36 | B68 | B68 | EB/S | EB/S | HB  | HB  | ÍF  | ÍF  | KÍ  | KÍ  | NSÍ | NSÍ | Víkingur | Víkingur |
| --------------- | ---- | ---- | --- | --- | --- | --- | --- | --- | ---- | ---- | --- | --- | --- | --- | --- | --- | --- | --- | -------- | -------- |
| 07 Vestur       |      |      | 0:0 |     | 4:2 | 2:0 | 1:0 |     | 3:5  |      | 2:3 | 2:3 | 1:1 | 2:2 | 1:3 |     | 1:4 | 2:2 | 0:0      |          |
| AB Argir        | 2:2  | 2:1  |     |     | 3:1 |     | 0:3 |     | 1:1  | 0:3  | 0:0 |     | 2:0 | 4:2 | 0:2 |     | 3:1 |     | 0:1      | 0:1      |
| B36 Tórshavn    | 2:1  |      | 3:2 | 0:2 |     |     | 0:2 | 1:1 | 1:3  |      | 2:2 | 1:0 | 0:0 |     | 1:0 | 3:0 | 2:3 | 5:2 | 1:3      |          |
| B68 Toftir      | 2:1  | 3:0  | 1:0 | 0:0 | 3:0 |     |     |     | 3:2  |      | 3:3 |     | 2:1 | 5:2 | 2:0 | 0:1 | 2:2 |     | 2:2      |          |
| EB/Streymur     | 2:1  | 1:0  | 0:3 |     | 0:0 | 4:1 | 3:0 | 4:0 |      |      | 2:3 |     | 2:2 | 3:2 | 7:0 |     | 3:4 | 2:2 | 1:0      |          |
| HB Tórshavn     | 4:3  |      | 4:0 | 1:1 | 2:2 |     | 3:1 | 3:1 | 1:0  | 0:1  |     |     | 0:0 |     | 4:2 | 4:2 | 5:2 |     | 2:1      | 1:1      |
| ÍF Fuglafjørður | 3:0  |      | 3:0 |     | 1:2 | 1:1 | 3:2 |     | 3:1  |      | 1:3 | 3:0 |     |     | 1:0 | 5:0 | 0:2 | 1:3 | 1:2      |          |
| KÍ Klaksvík     | 2:2  | 2:1  | 0:1 | 1:1 | 2:2 |     | 2:4 |     | 0:0  | 0:2  | 0:2 |     | 3:2 |     |     |     | 0:2 |     | 2:2      | 2:0      |
| NSÍ Runavík     | 5:1  |      | 0:1 | 3:1 | 3:0 |     | 2:2 | 0:1 | 1:2  |      | 2:1 | 0:2 | 4:1 |     | 1:1 | 3:2 |     |     | 1:2      | 2:1      |
| Víkingur Gøta   | 6:2  | 2:3  | 1:0 |     | 3:1 | 4:3 | 3:3 | 2:0 | 0:2  | 3:0  | 2:3 |     | 2:0 | 2:3 | 4:1 |     | 1:0 |     |          |          |

## Torschützenliste
Bei gleicher Anzahl von Treffern sind die Spieler nach dem Nachnamen alphabetisch geordnet.

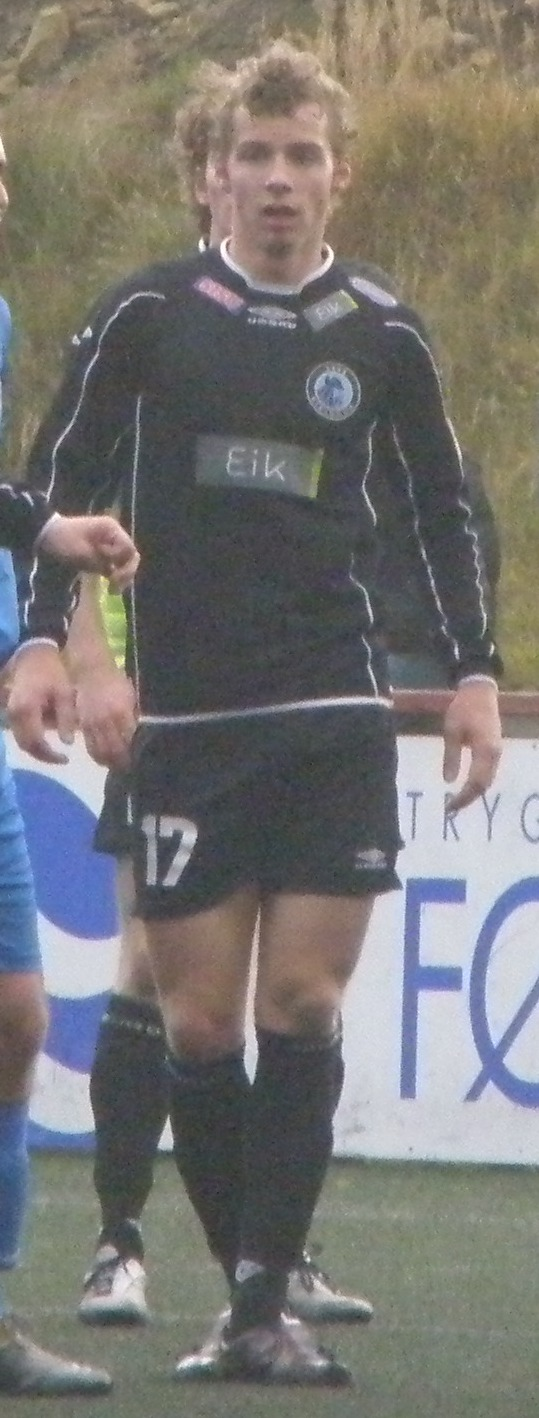
Torschützenkönig Finnur Justinussen

| Platz | Spieler                  | Mannschaft                      | Tore |
| ----- | ------------------------ | ------------------------------- | ---- |
| 1     | Finnur Justinussen       | Víkingur Gøta                   | 19   |
| 2     | Arnbjørn T. Hansen       | EB/Streymur                     | 17   |
| 3     | Ahmed Keita              | B68 Toftir                      | 15   |
| 4     | Andrew av Fløtum         | HB Tórshavn                     | 14   |
| 4     | Károly Potemkin          | NSÍ Runavík                     | 14   |
| 6     | Hjalgrím Elttør          | NSÍ Runavík (5) KÍ Klaksvík (7) | 12   |
| 6     | Jens Erik Rasmussen      | 07 Vestur                       | 12   |
| 8     | Fróði Benjaminsen        | HB Tórshavn                     | 10   |
| 9     | Christian Høgni Jacobsen | NSÍ Runavík                     | 09   |
| 9     | Bogi Løkin               | NSÍ Runavík                     | 09   |
| 9     | Andy Ólavur Olsen        | ÍF Fuglafjørður                 | 09   |
| 9     | Rógvi Poulsen            | EB/Streymur                     | 09   |

## Trainer
| Mannschaft      | Trainer                 | Spieltage |
| --------------- | ----------------------- | --------- |
| 07 Vestur       | Piotr Krakowski         | 01–27     |
| AB Argir        | Allan Mørkøre           | 01–27     |
| AB Argir        | John Petersen           | 01–27     |
| B36 Tórshavn    | Mikkjal K. Thomassen    | 01–27     |
| B36 Tórshavn    | Milan Ćimburović        | 01–02     |
| B36 Tórshavn    | Sigfríður S. Clementsen | 15–27     |
| B68 Toftir      | Bill Mc. Leod Jacobsen  | 01–27     |
| EB/Streymur     | Sigfríður S. Clementsen | 01–14     |
| EB/Streymur     | Heðin Askham            | 15–27     |
| HB Tórshavn     | Sámal Erik Hentze       | 01–27     |
| ÍF Fuglafjørður | Jón Simonsen            | 01–27     |
| ÍF Fuglafjørður | Abraham Løkin           | 15–27     |
| KÍ Klaksvík     | Aleksandar Đorđević     | 01–21     |
| KÍ Klaksvík     | Jákup Mikkelsen         | 01–21     |
| KÍ Klaksvík     | Petur Mohr              | 22–27     |
| NSÍ Runavík     | Pauli Poulsen           | 01–27     |
| Víkingur Gøta   | Jógvan Martin Olsen     | 01–27     |

Insgesamt vier Teams wechselten Trainer aus. Sigfríður S. Clementsen wechselte hierbei innerhalb der Liga nach dem 14. Spieltag von EB/Streymur zu B36 Tórshavn. EB/Streymur konnte sich nach dem Trainerwechsel vom fünften auf den zweiten Platz verbessern und ÍF Fuglafjørður kletterte vom achten auf den siebten Platz nach oben, während KÍ Klaksvík auf dem neunten Platz verblieb und B36 Tórshavn sogar vom sechsten auf den achten Platz abrutschte.

## Spielstätten
| Mannschaft      | Stadion        | Spielort     |
| --------------- | -------------- | ------------ |
| 07 Vestur       | Á Dungasandi   | Sørvágur     |
| AB Argir        | Inni í Vika    | Argir        |
| B36 Tórshavn    | Gundadalur     | Tórshavn     |
| B68 Toftir      | Svangaskarð    | Toftir       |
| EB/Streymur     | Við Margáir    | Streymnes    |
| HB Tórshavn     | Gundadalur     | Tórshavn     |
| ÍF Fuglafjørður | Í Fløtugerði   | Fuglafjørður |
| KÍ Klaksvík     | Injector Arena | Klaksvík     |
| NSÍ Runavík     | Við Løkin      | Runavík      |
| Víkingur Gøta   | Sarpugerði     | Norðragøta   |

## Schiedsrichter
Folgende Schiedsrichter, darunter auch jeweils einer aus Dänemark und Finnland, leiteten die 135 Erstligaspiele:
| Name                     | Stammverein     | Spiele |
| ------------------------ | --------------- | ------ |
| Dagfinn Olsen            | NSÍ Runavík     | 21     |
| Petur Reinert            | Víkingur Gøta   | 20     |
| Ransin Napoleon Djurhuus | HB Tórshavn     | 19     |
| Eiler Rasmussen          | Skála ÍF        | 19     |
| Lars Müller              | Royn Hvalba     | 17     |
| Rúni Gaardbo             | B68 Toftir      | 13     |
| Georg Nolsøe Rasmussen   | B36 Tórshavn    | 11     |
| Páll Augustinussen       | VB/Sumba        | 07     |
| Bárður Mortensen         | ÍF Fuglafjørður | 06     |
| Toni Pohjoismäki         | –               | 01     |
| Michael Tykgaard         | –               | 01     |

## Die Meistermannschaft
In Klammern sind die Anzahl der Einsätze sowie die dabei erzielten Tore genannt.
| 1. | HB Tórshavn |
|    | Fróði Benjaminsen (27/10) \| Rani Debes Christiansen (2/0) \| Poul Thomas Dam (22/0) \| Jógvan Rói Davidsen (2/0) \| Marcin Dawid (9/0) \| Andrew av Fløtum (25/14) \| Símun Rógvi Hansen (18/0) \| Mortan úr Hørg (9/1) \| Svenn Fuglø Jacobsen (4/0) \| Rókur Jespersen (4/0) \| Páll Mohr Joensen (24/2) \| Bjarni Jørgensen (26/7) \| Pætur T. Jørgensen (24/0) \| Milan Kuljić (24/8) \| Hans á Lag (25/4) \| Vagnur M. Mortensen (10/0) \| Christian R. Mouritsen (5/0) \| Johan Ejvind Mouritsen (17/1) \| Kristin R. Mouritsen (1/0) \| Jón Nielsen (1/0) \| Kári Nielsen (25/0) \| Jógvan Andrias Nolsøe (1/0) \| Rasmus Nolsøe (20/1) \| Ólavur í Ólavsstovu (2/0) \| Rógvi Poulsen (27/9) \| Tróndur Sigurðsson (10/0) \| Hanus Thorleifsson (4/1) ohne Einsatz: Jóan Magnus Dalbø \| Thomas Juul Thomsen - Trainer: Sámal Erik Hentze |

## Auszeichnungen
Nach dem Saisonende gaben die Kapitäne und Trainer der zehn Ligateilnehmer sowie Pressemitglieder ihre Stimmen zur Wahl der folgenden Auszeichnungen ab:
- Spieler des Jahres: Fróði Benjaminsen (HB Tórshavn)
- Torhüter des Jahres: Jákup Mikkelsen (KÍ Klaksvík)
- Trainer des Jahres: Bill Mc. Leod Jacobsen (B68 Toftir)
- Nachwuchsspieler des Jahres: Finnur Justinussen (B36 Tórshavn)

## Nationaler Pokal
Im Landespokal gewann Víkingur Gøta mit 3:2 gegen EB/Streymur. Meister HB Tórshavn schied im Viertelfinale mit 1:2 gegen den Pokalsieger aus.

## Europapokal
2009/10 spielte EB/Streymur als Meister des Vorjahres in der 2. Qualifikationsrunde zur Champions League. Gegen APOEL Nikosia (Zypern) schied EB/S mit 0:2 und 0:3 aus.
HB Tórshavn spielte in der 2. Qualifikationsrunde zur UEFA Europa League gegen Omonia Nikosia (Zypern). Nachdem das Auswärtsspiel mit 0:4 verloren wurde, unterlag HB im Heimspiel mit 1:4.
B36 Tórshavn spielte als Pokalfinalist des Vorjahres in der 1. Qualifikationsrunde zur UEFA Europa League, wobei die Spiele auswärts und zu Hause jeweils mit 0:2 gegen Olimpi Rustawi (Georgien) verloren wurde.
NSÍ Runavík spielte ebenfalls in der 1. Qualifikationsrunde zur UEFA Europa League. Hierbei wurden beide Spiele mit 0:3 sowie mit 1:3 gegen Rosenborg Trondheim (Norwegen) verloren.